# Pygoscelis antarcticus
Il pigoscelide antartico (Pygoscelis antarcticus (Forster, 1781) ) è un uccello della famiglia Spheniscidae, diffuso in Antartide.

## Descrizione
Il pigoscelide antartico può raggiungere un'altezza di 68-76 cm e il suo peso varia dai 3,2 ai 5,3 kg. Il peso esatto varia a seconda del periodo dell'anno. Il peso e l'altezza degli esemplari maschio sono maggiori rispetto a quelli degli esemplari femmina.
Le pinne degli adulti sono nere con un bordo bianco; mentre il lato interno è bianco. Bianco è anche il colore che dal viso si estende dietro gli occhi color marrone rossastro; anche il mento e la gola sono bianchi mentre il becco corto è nero. Le gambe forti e i piedi palmati sono rosa.
Le gambe corte e tozze gli conferiscono una tipica andatura a papera quando cammina. La schiena nera e il ventre bianco gli consentono di camuffarsi in base alla legge di Thayer o metodo del countershading.